# Лорейн (Вісконсин)
Лорейн (англ. Lorain) — місто (англ. town) в США, в окрузі Полк штату Вісконсин. Населення — 308 осіб (2020).

## Демографія
Згідно з переписом 2010 року, у місті мешкали 284 особи в 118 домогосподарствах у складі 85 родин. Було 183 помешкання
Расовий склад населення:
| - 93,7 % — білих - 2,1 % — корінних американців - 0,7 % — чорних або афроамериканців - 0,4 % — азіатів |

До двох чи більше рас належало 2,5 %. Частка іспаномовних становила 0,7 % від усіх жителів.
За віковим діапазоном населення розподілялося таким чином: 22,9 % — особи молодші 18 років, 56,7 % — особи у віці 18—64 років, 20,4 % — особи у віці 65 років та старші. Медіана віку мешканця становила 46,6 року. На 100 осіб жіночої статі у місті припадало 111,9 чоловіків;  на 100 жінок у віці від 18 років та старших — 123,5 чоловіків також старших 18 років.
Середній дохід на одне домашнє господарство  становив 56 108 доларів США (медіана — 42 813), а середній дохід на одну сім'ю — 61 483 долари (медіана — 44 167). Медіана доходів становила 37 708 доларів для чоловіків та 30 000 доларів для жінок. За межею бідності перебувало 20,3 % осіб, у тому числі 36,4 % дітей у віці до 18 років та 10,7 % осіб у віці 65 років та старших.
Цивільне працевлаштоване населення становило 131 особа. Основні галузі зайнятості: виробництво — 18,3 %, сільське господарство, лісництво, риболовля — 13,7 %, роздрібна торгівля — 13,0 %, освіта, охорона здоров'я та соціальна допомога — 13,0 %.